# Острожка библия
Острожката библия е първата печатна библия на руски език, съдържаща всички текстове на Библията, записани на кирилица. Създадена е в гр. Острог. Книгата е преведена не само от иврит, а и от гръцки и съдържа всичките седемдесет и шест книги от Стария и Новият завет. Острожката библия обобщава вековното съществуване на ръкописни църковнославянски преводи на Свещеното писание. Главен инициатор и деятел е Константин Острожки.
Книгата е написана в три тома с четири шрифта на кирилица и два гръцки. Основният от тях е малката кирилица, подобна на рисунка в ръкописите, които тогава са създадени в източнославянските земи на Британската общност. Книгата е отпечатвана в два цвята: предимно черен или червен. Използвани са инициали и различни инкрустирани орнаменти. Книгата има 628 листа или 1256 страници в голям формат. Към днешна дата повечето от нейните копия са в Русия и Украйна, следвани от Сърбия, Полша, Великобритания и България.
- Първата страница от Острожката библия
- Страници от копие на книгата

Книгата започва със следните думи: „Иско́ни сътворѝ богъ не́бо и зе́млю. Земля́ же бѣ неви́дима и неукраше́на, и тма̀ ве́рху бе́зъдны. И духъ бо́жїи ноша́шеся ве́рху воды̀“